# Mistrzostwa Europy we Wspinaczce Sportowej 2008
Mistrzostwa Europy we wspinaczce sportowej 2008 – 8. edycja mistrzostw Europy we wspinaczce sportowej, która odbyła się od 15 do 18 października w 2008 roku we francuskim Paryżu. Polska wspinaczka Edyta Ropek dla kobiet zdobyła pierwszy złoty medal na mistrzostwach Europy we wspinaczce sportowej w konkurencji na czas. Podczas zawodów wspinaczkowych zawodnicy i zawodniczki rywalizowali w 6 konkurencjach.

## Konkurencje
Mężczyźni
- bouldering, prowadzenie i wspinaczka na czas

Kobiety
- bouldering, prowadzenie i wspinaczka na czas

## Uczestnicy
Zawodnicy i zawodniczki podczas zawodów wspinaczkowych w 2008 roku rywalizowali w 6 konkurencjach. Łącznie do mistrzostw Europy zgłoszonych zostało 294 wspinaczy (każdy zawodnik miał prawo startować w każdej konkurencji o ile do niej został zgłoszony i zaakceptowany przez IFCS i organizatora zawodów). 
| Lp.   |           | ↓ Uczestnicy – konkurencje → |     | bouldering | prowadzenie | na czas |
| ----- | --------- | ---------------------------- | --- | ---------- | ----------- | ------- |
| 1.    | Mężczyźni | 68                           | 74  | 34         |             |         |
| 2.    | Kobiety   | 49                           | 43  | 26         |             |         |
| Razem | Razem     | Razem                        | 117 | 117        | 60          |         |

### Reprezentacja Polski
- Kobiety:
  - we wspinaczce na czas; Edyta Ropek zajęła 1 m., a Monika Prokopiuk była 11,
  - w prowadzeniu Kinga Ociepka zajęła 12 m., a Agata Modrzejewska była 35-38.
- Mężczyźni:
  - we wspinaczce na czas; Łukasz Świrk zajął 4 m., Jędrzej Komosiński 9 m., Tomasz Oleksy 12 m., a Rafał Muda był 26,
  - w prowadzeniu; Marcin Wszołek był 32 m, Tomasz Oleksy 33-35 m., a Piotr Bunisich 43-47 m.

## Medaliści
| Konkurencja  | Złoto                          | Srebro                      | Brąz                       |
| ------------ | ------------------------------ | --------------------------- | -------------------------- |
| Mężczyźni    |                                |                             |                            |
| bouldering   | Francja · Jérôme Meyer         | Austria · Kilian Fischhuber | Francja · Cédric Lachat    |
| prowadzenie  | Hiszpania · Patxi Usobiaga     | Czechy · Tomáš Mrázek       | Francja · Manuel Romain    |
| wsp. na czas | Rosja · Jewgienij Wajcechowski | Ukraina · Maksym Osipow     | Ukraina · Maksym Stienkowy |
| Kobiety      |                                |                             |                            |
| bouldering   | Słowenia · Natalija Gros       | Austria · Anna Stöhr        | Norwegia · Hannah Midtbø   |
| prowadzenie  | Austria · Johanna Ernst        | Słowenia · Maja Vidmar      | Słowenia · Mina Markovič   |
| wsp. na czas | Polska · Edyta Ropek           | Rosja · Olga Morozkina      | Rosja · Anna Stienkowa     |

## Klasyfikacja medalowa
* Organizator zawodów został zaznaczony tym kolorem, Polskę  oznaczono tekstem pogrubionym.
|                   |                   |                   |   |   |   |    |   |   |   |   |   |   |
| 1                 | Austria           | 1                 | 2 | 0 | 3 | 0  | 1 | 0 | 1 | 1 | 0 |   |
| 2                 | Rosja             | 1                 | 1 | 1 | 3 | 1  | 0 | 0 | 0 | 1 | 1 |   |
| 2                 | Słowenia          | 1                 | 1 | 1 | 3 | 0  | 0 | 0 | 1 | 1 | 1 |   |
| 4                 | Francja           | 1                 | 0 | 2 | 3 | 1  | 0 | 2 | 0 | 0 | 0 |   |
| 5                 | Hiszpania         | 1                 | 0 | 0 | 1 | 1  | 0 | 0 | 0 | 0 | 0 |   |
| 5                 | Polska            | 1                 | 0 | 0 | 1 | 0  | 0 | 0 | 1 | 0 | 0 |   |
| 7                 | Ukraina           | 0                 | 1 | 1 | 2 | 0  | 1 | 1 | 0 | 0 | 0 |   |
| 8                 | Czechy            | 0                 | 1 | 0 | 1 | 0  | 1 | 0 | 0 | 0 | 0 |   |
| 9                 | Norwegia          | 0                 | 0 | 1 | 1 | 0  | 0 | 0 | 0 | 0 | 1 |   |
| Ogółem (9 państw) | Ogółem (9 państw) | Ogółem (9 państw) | 6 | 6 | 6 | 18 | 3 | 3 | 3 | 3 | 3 | 3 |

Źródło: